# TAI アンカ
TAI アンカ
アンカ-S
- 分類：無人航空機/UCAV
- 設計者： トルコ
- 製造者：トルコ航空宇宙産業
- 運用者：トルコ空軍トルコ国家情報機構
- 初飛行：2010年12月30日[1]
- 生産数：102[2]
- 派生型：TAI アクスングル

TAI アンカは、トルコ航空宇宙産業が主にトルコ空軍向けに開発した無人航空機である。2000年代初頭に空中監視と偵察任務のために構想されたTAI アンカは、合成開口レーダー、精密誘導兵器、衛星通信を備えたモジュール式プラットフォームへと発展した。
基本型のアンカ-Aは、偵察任務用の中高度長時間耐久無人航空機に分類された。2010年に導入されたアンカは2013年にトルコ空軍と最初の契約を結び、軍は高度な情報収集、偵察、通信技術に関する更なる研究を要請した。これによりアンカは国産のミッションコンピューター、飛行制御システム、エンジン、さらに合成開口レーダーと敵味方の識別システムを導入するための開発段階に置かれた。アンカ-Bは2014年に初飛行を行い、2015年に工場試験を完了し、2017年、トルコ航空宇宙産業はアンカ-Sを導入し、アンカ-Sはトルコ空軍に就役した。
トルコ航空宇宙産業は基本的にアンカ-Bとアンカ-Sの2機種を提供しているが、アンカ-Iはトルコの国家情報機構のために特別に開発された。アンカファミリーは2021年3月時点で90,000時間以上の飛行時間を達成している。
「アンカ」の名称は神話の不死鳥を意味するトルコ語の「ズムルド・ウ・アンカ (Zümrüd-ü Anka)」に由来する。
2025年1月30日のウズベキスタンの現地報道によると、数日中にトルコから複数のアンカが飛来したとされている。

## 設計

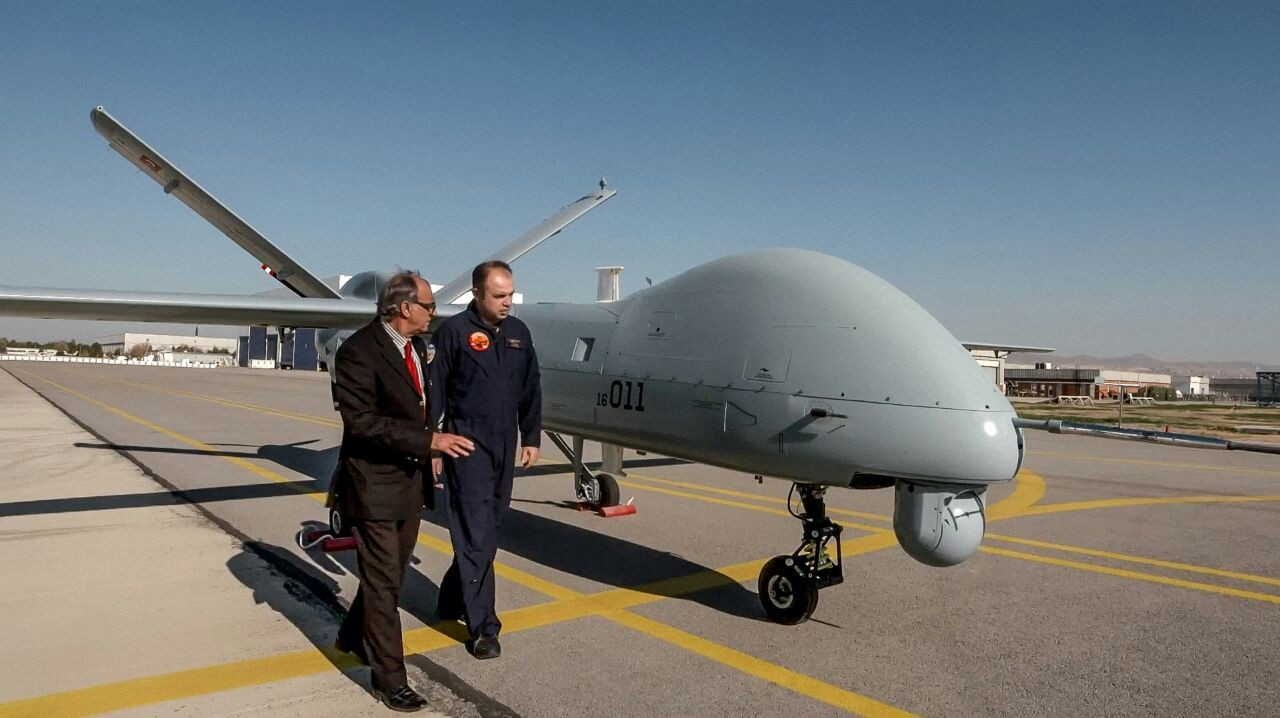

TUAVシステムは3機の航空機(A/V)、地上管制ステーション(GCS)、地上データ端末(GDT)、自動離着陸システム(ATOLS)、可搬型画像活用システム(TIES)、リモートビデオ端末(RVT)、およびさまざまな地上支援装置(GSE)で構成される。TUAVシステムは、悪天候を含む昼夜の任務向けに設計され、リアルタイムの画像収集と監視、偵察、移動および静止目標の検出、認識、識別、および追跡任務を実行する。TUAVシステムは複数の任務を支援するためのオープンアーキテクチャを有するが、通常は以下のペイロードを搭載するよう設定されている。
- 電気光学カラーデイカメラ(EOデイTV)
- 電気光学/前方赤外線/レーザー距離計/レーザー指示子および(EO/FLIR/LRF/LDS)
- 合成開口レーダー/地上移動目標表示器(SAR/GMTI)
- 逆合成開口レーダー(ISAR)

このプラットフォームにはデジタル飛行制御システム、電気機械式アクチュエーター
、GPS、航空誘導センサー、温度、圧力、変位などの飛行制御センサーシも装備されている。
これらの空中・地上の飛行制御ソフトウェアはTAIが開発し、武装やその他のハードウェアおよびソフトウェア装備は、Aselsan、AYESAS、MilSOFTなどのトルコ国内の協力企業による開発を目標としている。
アンカの運用はトルコ国内の防衛会社Savronikによって開発された、高度な冗長性を備えた地上制御システムによってサポートされる。
TIESでは大量の画像データを解析し、貴重な諜報情報を取得できる。TIESのオペレーターは飛行前・飛行中を問わず任務を開始できる。解析した情報は本部のTUAVシステムのネットワークを通じて、上層部に伝達することができる。またTUAVではRVTインターフェースを使用すれば、目標エリア付近の友軍がTUAV搭載機が送るリアルタイムの画像を利用できる。

## 開発

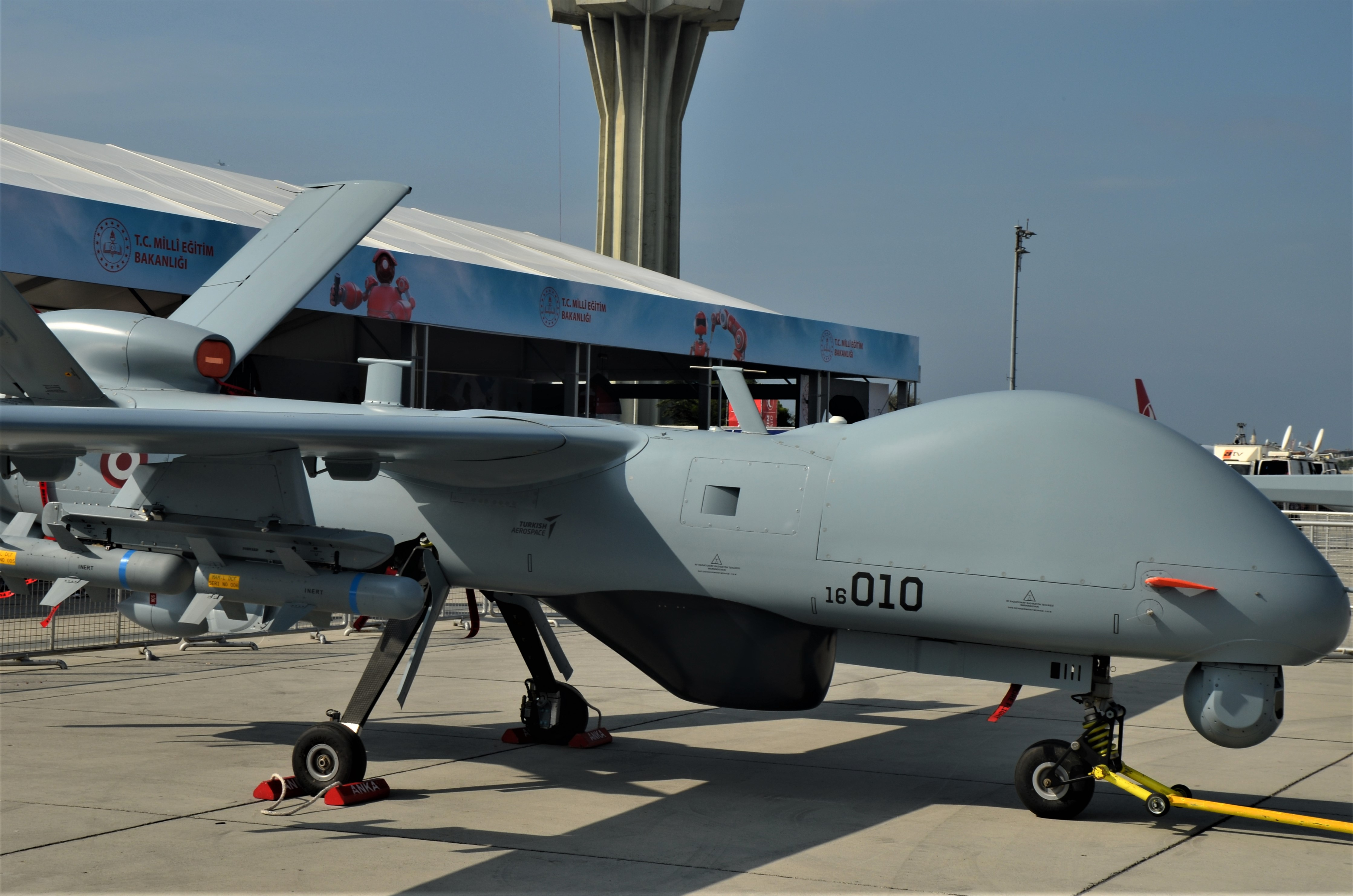
テクノフェス2019でのアンカ-S

トルコ軍の偵察のための中高度長距離耐久無人航空機の開発に関する契約は、2004年12月24日に発効した。この計画の枠組み内で、試作開発段階の一環として、2011年半ばまでに合計3つの試作機と地上システムが設計、開発、製造、およびテストされた。その後の2012年にアンカ-Aの連続生産段階が開始され、トルコ空軍向けに追加の10システム、計30機の無人機が製造された。
- スポッターカメラ2010年12月30日、最初のTAI アンカが、トルコ現地時間15時45分に14分間の初飛行を完了し[9]、 ヴェクディ・ギョニュル国防相は飛行を確認した[10]。
- 2011年5月5日、TAIはアンカの飛行試験の映像を公開。[11] アンカ-Aは2時間30分の試験と調整のための飛行を実施した。
- 2011年10月25日、トルコ航空宇宙産業はアンカが飛行と着陸試験を完了し、2012年の予定より早くトルコ空軍に納入されると発表した。TAIが公開した映像では、アンカの着陸成功と、不時着に関する懸念が解決されたことも示された。

- 2011年11月22日、アンカは高度20,000ftで6時間に渡る追跡試験飛行を行い、自動離着陸システムを初めて実証した。[13][14]
- 2012年1月5日、防衛産業執行委員会は、防衛産業次官がトルコ航空宇宙産業と10機のアンカの量産に関する交渉開始を承認した。[15]
- 2012年9月27日、アンカの試作機が技術的問題により飛行試験中に墜落した。[16]
- 2013年1月20日、アンカはトルコ空軍による納入試験を完了した。最終的な試験ではアンカラ近郊で18時間、200kmの周回飛行が行われた。試験には悪天候での夜間着陸も含まれていた。アンカは合計で140時間以上を飛行し、高度は26,000ftに達した。[17][18][19]
- 2013年5月13日、パキスタン航空複合施設カムラは、国際防衛産業見本市「IDEF 2013」をトルコのイスタンブールで開催した。[20][21]
- 2013年12月6日、アンカが日中の飛行中にトルコ南東部で墜落した。[22]
- 2015年1月30日、防衛産業省次官は、新世代の高性能無人航空機アンカ Blok-Bが、自動離着陸を伴う初飛行で複数の自動操縦モードと着陸モードの試験を完了したと発表した。[23]
- アンカは「ユーフラテス・シールド作戦（英語版）」で広く使用された[24][25] 同機はトルコ軍内の多くの対テロ作戦に参加し、シリアやイラクでの作戦でも大きな役割を果たした。またアンカはオリーブの枝作戦、クロー作戦 (2019年–2020年)、ピーススプリング作戦、スプリングシールド作戦、キラン作戦、クローイーグル・アンド・タイガー作戦などでも活躍し、アンカや他機の開発における重要な経験となった。[26]
- 2017年初頭、アンカ-S初期型の納入が開始された。[27]トルコの防衛産業総局は、より大きなペイロードの高度派生型を要請し、アンカBlock-Aに以下の機能を搭載できるよう能力を拡張した。
  - SATCOM[3]
  - SIGINT[28]
  - 空対地ミサイル  当局によると、アンカは将来的に地元企業の協力を得てTUSAŞエンジンインダストリーズ(TEI)開発の国産155馬力ターボプロップエンジンの搭載が可能になるとされている。[要出典]
- 無人標的機 のTAI シムセク（英語版）が、カタパルトを装備したアンカ-Bに搭載、発射された。これは中高度長時間滞空型無人航空機から無人標的機が発射された初の事例となった。[29]
- イスタンブールに本拠を置くCTech社は、国内施設で携帯型衛星通信システムを開発している。このシステムは初めにTAIのアンカ-Sに統合された。[30]
- 2021年5月、TAIはアンカの製品仕様を更新した。アップデートにより、アンカの搭載容量と耐久性は350kg以上と30時間に修正された。[31]

## 機体構成
トルコの防衛産業総局は、より大きなペイロードの高度派生型を要請し、アンカBlock-Aに以下の機能を搭載できるよう能力を拡張した。
- SATCOM[3]
- SIGINT[28]
- 空対地ミサイル

当局によると、アンカは将来的に地元企業の協力を得てTUSAŞエンジンインダストリーズ(TEI)開発の国産155馬力ターボプロップエンジンの搭載が可能になるとされている。

## 派生型

### アンカ+A
2012年7月19日、トルコ防衛産業執行委員会(SSIK)は、トルコ航空宇宙産業がアンカの「ハンターキラー」高高度長期耐久性バージョン、アンカ+Aの研究開発を開始したと発表した。アンカ+Aはトルコのロケットサンのチリットミサイルを搭載する予定だったため、アンカ+Aの重量は4t以上まで大きくなる見込みだった(アンカBlock Aは1.5t)。この機は2013年5月7-10日の「IDEF'13」で公開されることが期待されていた。

### アンカ-B

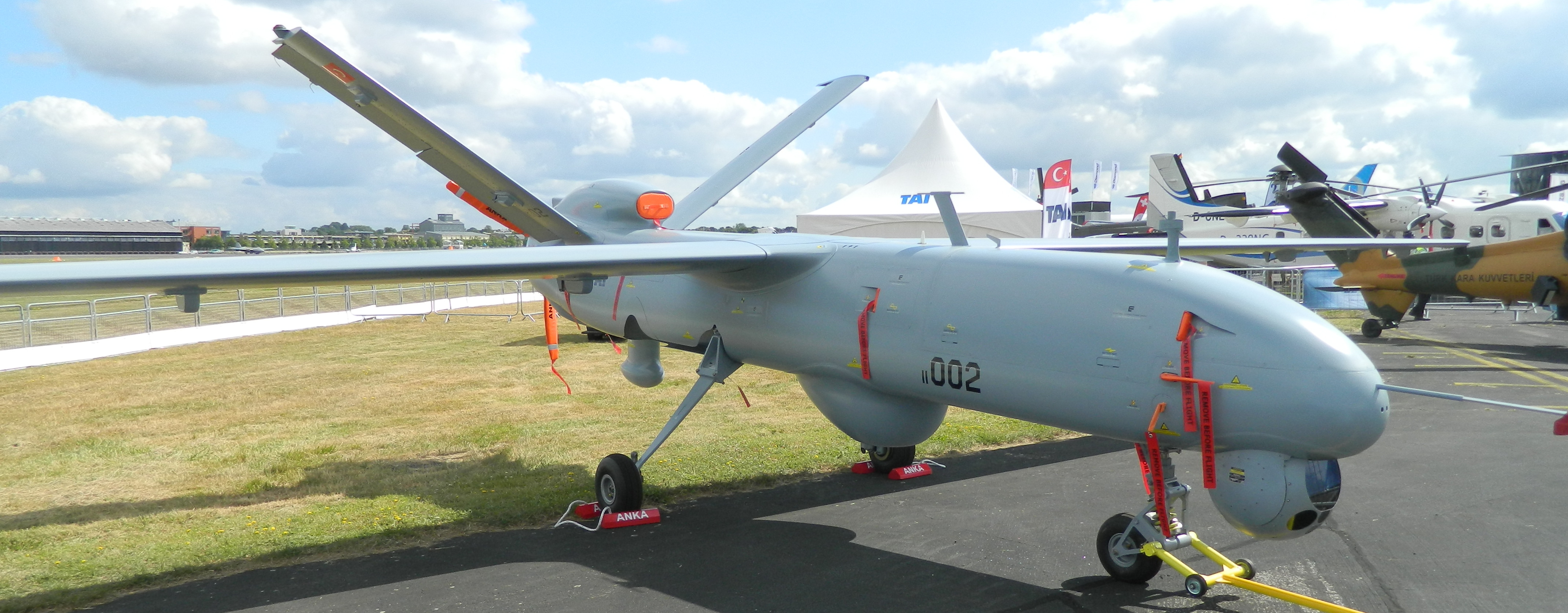
Anka-B with SAR Radar

2015年1月30日、アンカ-Aの改良版のアンカ-Bが初飛行に成功した。アンカ-Bは、プラットフォームの電気光学/赤外線センサーに加えて、Aselsan合成開口レーダー/地上移動目標インジケータペイロードを搭載した。初飛行中、アンカBは初期試験と自動着陸を成功させた。またアンカ-Bは、アンカ-Aよりも搭載量が大きく、AR/ISAR/GMTIレーダーを追加搭載し、高解像度のデータを取得して基地に転送することができる。 アンカ-Bは試験飛行で30.000ft、26時間、半径200kmの距離を航行した。トルコ空軍は2013年に3億ドルで10機のアンカ-Bを発注した。

### アンカ-S

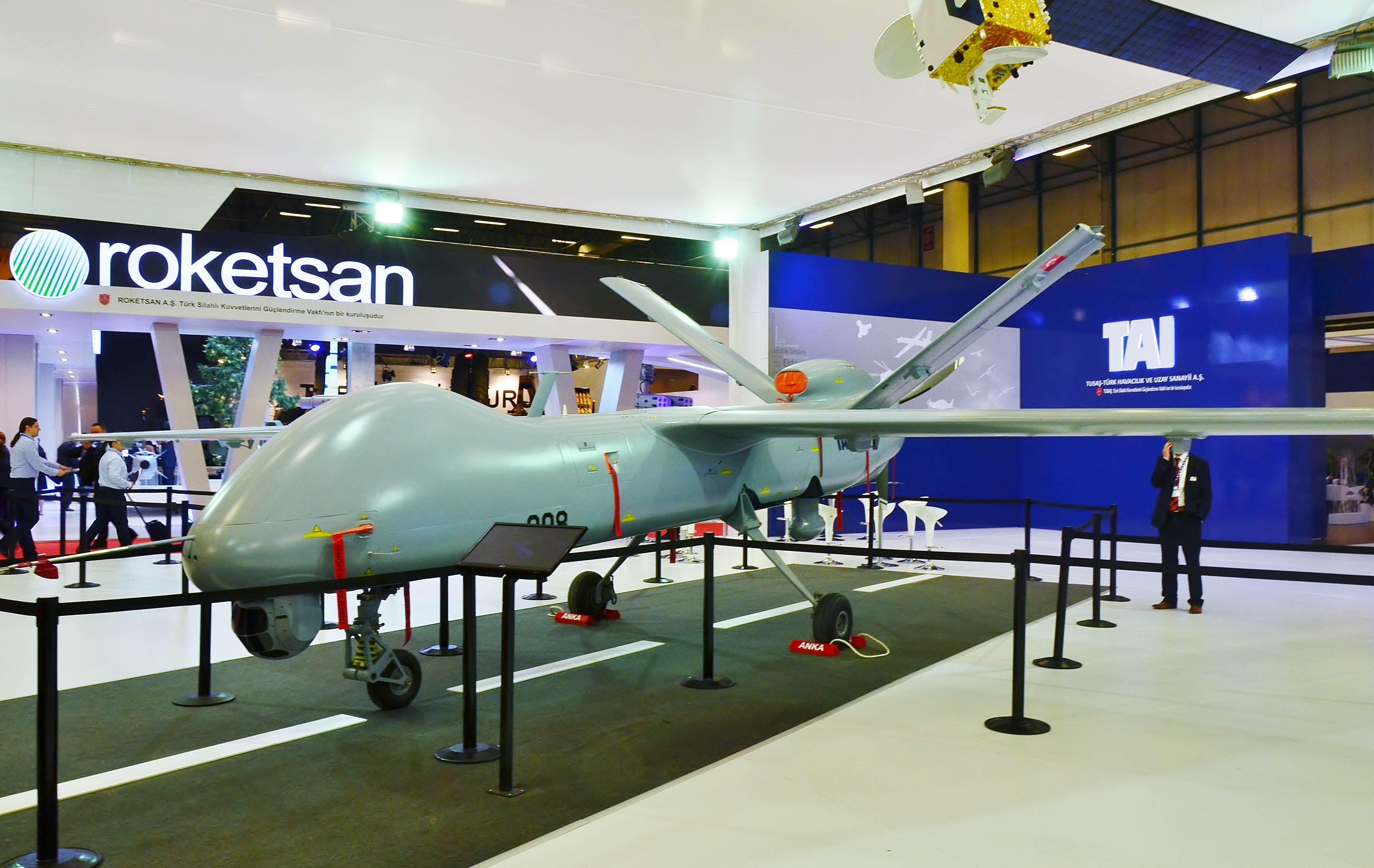
Anka-S with modified radome for SATCOM

アンカ-SはSATCOM衛星通信アンテナとトルコ国産の飛行制御コンピューターを搭載する量産型で、アンカ-Aやアンカ-Bと同様、ティーラート センチュリオン 2.0Sエンジンを動力とする。またTEIでは、独自にTEI-PD170とディーゼルおよびJP-8ジェット燃料で作動するTEI-PD180STエンジンを開発している。
2013年10月25日、トルコの防衛産業次官は10機のアンカ-Sと12の地上管制局を2億9000万ドル(正確には2億2060万ドル+1億3700万トルコリラ)で発注した。これはは3つの生産バッチ(2+4+4)に分けて生産される。
2016年、メディアはTAIが軍向けに4機のアンカ-Sを製造していると報じた。これらの最初の2機は、StarFIRE 380-HDL FLIRを装備し、後にAselsanCATSに置き換えられるとされた。
2018年8月17日、防衛産業局はアンカ-Sの最初の実弾射撃試験を完了したと発表した。この試験ではロケットサン開発のMAM-L弾が使用された。9月、トルコの防衛産業当局のイスマイル・デミル局長は、アセルサンCATS光学システムを搭載した最初のアンカ-Sの写真を公開した。 TAIは2018年9月にさらに2機のアンカ-Sをトルコ空軍に納入した。 トルコ空軍はアンカ-Sの配備数を8機に増加した。TAIは2019年までに計10機のアンカ-Sをトルコ空軍に納入する計画となっていた。
2018年8月、トルコ防衛産業会長によるとアンカ-Sはトルコ初の「衛星制御空爆」を実施。12月には国産エンジンによる初飛行を完了した。2019年、アンカは24時間以上飛行し、飛行時間の記録を更新した。
アンカの運用範囲は約100mi (160km)とされるが、衛星通信対応のアンカ-Sはさらに長距離の運用が可能となっている。

### アンカ-I
アンカ-Iはトルコ国家情報機構用の派生型で、電子戦と諜報用のシステム(ELINTおよびCOMINT)が装備されている。

## 運用
2016年2月5日、アンカはトルコ東部のエラズー県で4時間の探査と観測を行った。
2018年、トルコのオリーブブランチ作戦で、アンカはスマートマイクロ爆弾MAM-Lを使用した。
2020年2月25日、シリア防空部隊が、イドリブ南東部の田園地帯ダディカ近郊でアンカ-Sを撃墜した (「トルコ軍によるシリア侵攻 (シリア内戦)」も参照)。
2020年2月27日、シリア北西部を掌握していたトルコは、複数のアンカ-SとバイラクタルTB2を大規模に配備し「春の盾作戦」を開始した。 この作戦による無人機の展開は、複数の軍事専門家に戦術的なゲームチェンジャーと評価された。
2020年3月1日、シリアのイドリブ県で作戦活動中のアンカ-Sが防空システムによってサラキブ近郊で撃墜された。
2020年4月19日、リビア内戦での戦闘中、ミスラタ近郊のアルファスカでUCAVが撃墜された。GNAの情報筋は撃墜機はLNAの翼竜IIであると主張したが、LNAはTAI アンカを撃墜したと主張した。国連安保理は、撃墜機はGNAが運用するTAI アンカ無人機であると報告した。
2020年5月23日、GNA軍を支援するアンカがタルホウナでLNAの防空システムによって撃墜されたと報告された。
2023年10月5日、シリア北部のアル・ハサカ上空でアンカ-Sがアメリカ空軍のF-16に撃墜された (2023年トルコ無人機撃墜)。

### 輸出
2012年11月23日、エジプトはTAIと10機のアンカを購入する契約に署名したが、この契約は後にキャンセルされた。一部の情報ではキャンセルはトルコのエルドアン首相とエジプトのシシ将軍が率いる政党の関係で、他の情報源はそもそも取引が確定しなかったと述べている。またエルドアン首相は2012年のエジプト大統領選挙で勝利したムルシー大統領を支持していたが、ムルシー大統領は2013年7月3日の軍事クーデターで失脚した(2013年エジプトクーデター)。
2013年4月、サウジアラビアの当局者はアンカに関心を示した。さらに2017年11月、トルコ当局の高官は2013年以来、6つのシステムの購入に関する交渉が進行中であることを認めた。高官は偵察能力とサウジアラビアへの技術移転の可能性に関する具体的要件を述べた。また別の情報源は、原油価格の低下でサウジアラビアの資金が制約されより低い価格を要求しているため、克服すべき予算上の課題があると指摘した。
2018年11月下旬、IDEAS2018の開催中にパキスタン海軍がアンカ-Sに関心を示し、TAIと交渉を開始したことが確認された。
2019年12月、TAIはパキスタン初の拠点をパキスタン国立科学技術パークに開設した。2021年8月24日、TAIは、パキスタン国家工学科学委員会(NESCOM)とアンカを共同生産する契約に署名したと発表した。2020年3月、チュニジアは約8,000万ドルで3機のAnka-Sと3つの管制局に関する契約を締結。そして2021年11月13日に最初のアンカ-Sを受領した。

## 運用国
エルサルバドル

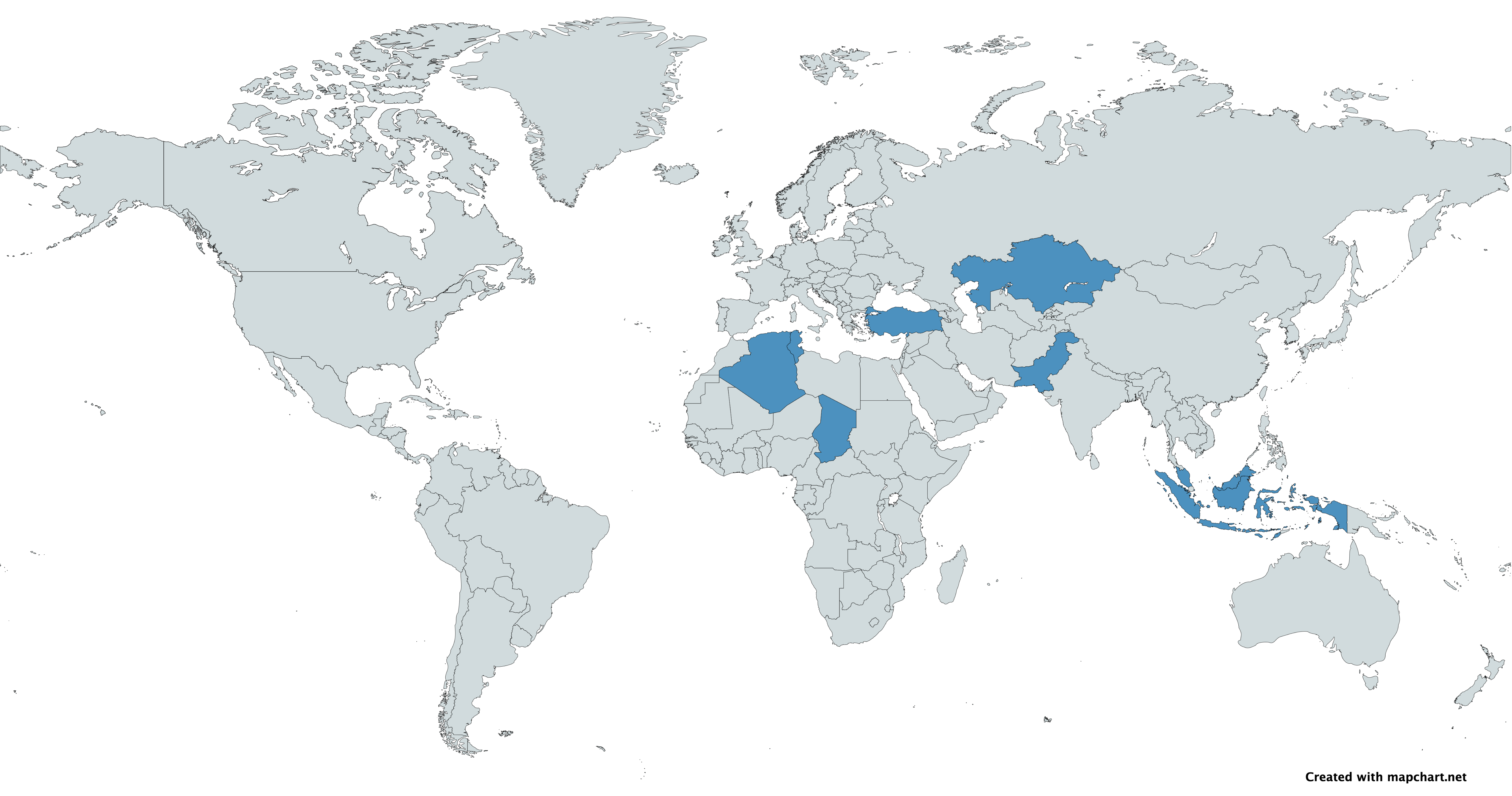
Map with users of the Anka in blue

- エルサルバドル空軍-エルサルバドルは、少なくとも1機のアンカ-Sの購入している。

 アルジェリア
- アルジェリア空軍（英語版） — 10機を発注[71]

 チャド
- チャド陸軍 — 2機納入済み。[72]

 インドネシア
- インドネシア空軍 — 12機を発注。[71][73][74] トルコで製造された6機のアンカがインドネシアに送られ、さらに6機が技術移転でインドネシアのインドネシア・エアロスペースで組み立てられる。[75]

 カザフスタン
- カザフスタン空軍 — カザフスタンは2022年にアンカ3機を購入し、さらにカザフスタン国内で30機を共同製造する契約に署名した。[76] 3 Anka UAVs were delivered.[72]

 マレーシア
- マレーシア空軍 — マレーシアのヒシャムディン・フセイン国防相は2022年、アンカ3機を購入すると発表した。[77]

 パキスタン
- パキスタン空軍 — パキスタン航空製造局カムラがライセンス契約に基づいてアンカを製造する。[78]

 チュニジア
- チュニジア空軍 — 5機を運用中。[79] さらに2020年3月に、3機のアンカ-Sと3基の管制施設を8,000万ドルで契約した。[69] 5 Anka-S UAVs were delivered.[72]

 トルコ
- トルコ空軍 — 36機を運用中。[80]
- トルコ国家情報機構 — アンカ-Iを運用中。[81]
- トルコ海軍 — 8機を運用中。[82][83][84]
- トルコ国家憲兵総司令部 — 6機のアンカ-Sを運用中。[85][86][87]

### 採用検討国
ウズベキスタン
TUSAŞは2025年1月、公式のXページでアンカをウズベキスタンに売却したと発表したが、詳細は明かされていない。

## 仕様 (アンカ-S)

### 諸元
- 乗員：無し
- 全長：8.6m
- 全幅：17.5m
- 全高：3.25m
- ペイロード：350kg
- 最大離陸重量：1,700kg
- 動力：Tusaş エンジン・インダストリーズ TEI-PD170[89][90] 4気筒ターボディーゼルエンジン (127kW)または ティレート センチュリオン 2.0（英語版）×1
- プロペラ：3翅の可変ピッチプロペラ

### 性能
- 巡航速度：204km/h
- 最高速度：217km/h
- 航続距離：4,896km[91]
- 戦闘行動半径：250km
- 飛行可能時間：30時間 (350kgのペイロードで任務高度を飛行の場合)
- 上昇限界高度：9,144m (30,000ft)[92]

また、アンカ-Sは以下のシステムを搭載できる
- ASELSAN CATS, SAR/GMTI, ISAR。
- INS/GPS and 飛行データ観測システム。[7]
- Ctech DEV-KU-18 移動体衛星通信端末。

### 武装
- MAM（英語版）スマートマイクロミサイル
- ロケットサン Cirit
- Tubitak-Sage Bozok レーザー誘導ロケット弾[93][94]
- UMTAS長距離対戦車ミサイル